# Urnordische Sprache
Die urnordische Sprache (manchmal auch zur späteren altnordischen Sprache gerechnet) ist die älteste überlieferte Form der nordgermanischen Sprachen und wurde vermutlich vom 2./3. bis ins 8. Jahrhundert im heutigen Dänemark, Schweden und Norwegen gesprochen bzw. in Runen geschrieben. Sie folgte auf das Nordwestgermanische (1./2. Jahrhundert n. Chr.) und war Vorläuferin des Altnordischen und damit auch des Norwegischen, Schwedischen, Dänischen, Färöischen und Isländischen.
Die Sprache ist durch zahlreiche meist kurze Runeninschriften aus der Zeit seit dem 2. Jahrhundert teilweise belegt.
Neben diesen Texten ist bei antiken Autoren eine kleine Zahl von Orts- und Personennamen überliefert; hinzu kommen ein paar Hundert Lehnwörter (im Ostseefinnischen und Samischen). Sie wurden vielfach noch vor der urnordischen Zeit entlehnt, wie ihr (spät)urgermanischer bzw. nordwestgermanischer Lautstand zeigt.
Urnordisch stand dem späten Urgermanischen noch ziemlich nahe und weist einige Archaismen auf, die selbst die gotische Sprache nicht bewahrt hat. So blieben die germanischen Endsilben -az, -iz, -uz im Urnordischen erhalten, wobei ein [z] (stimmhaftes s) zu [r] oder einem ähnlichen Laut (geschrieben ᛉ bzw. z/R) wurde (vgl. urnordisch dagaR < (spät)urgermanisch *dagaz neben gotisch dags = „Tag“ und urn. gastiR < (spät)urg. *gastiz neben got. gasts = „Gast“). Außerdem blieben auslautende Vokale erhalten (vgl. urgermanisch *hurna- > urnordisch horna neben gotisch haurn = „Horn“). In der frühen Zeit ist die Abgrenzung zum Nordwestgermanischen, der gemeinsamen Vorstufe der nord- und der westgermanischen Sprachen (um das 1./2. Jahrhundert nach Christus), oft schwierig. Zum einen, da Runeninschriften erst ab dem 2./3. Jahrhundert vorliegen und zum andern, weil die das Urnordische gegenüber dem Nordwestgermanischen definierenden Veränderungen nicht sehr groß sind und sich allmählich vollzogen.

## Entstehung des Urnordischen / Perioden
Bei der Auflösung der urgermanischen Spracheinheit etwa im 2./1. Jahrhundert v. Chr. ging zunächst das Ostgermanische eigene Wege. Die verbliebene germanische Dialektgruppe in Skandinavien und dem heutigen Norddeutschland entwickelte sich zunächst noch gemeinsam weiter und wird in der neuesten Forschung als (Proto-)Nordwestgermanisch bezeichnet. Es wird näherungsweise auf das erste Jahrhundert n. Chr. datiert, mit einem Übergang zum frühen Urnordischen im 2. Jahrhundert n. Chr. Mangels Belegen sind genauere Angaben nicht möglich.
Beim Urnordischen selbst unterscheidet man zwei Perioden:
- älteres Urnordisch, ungefähr von 200 bis 500
- jüngeres Urnordisch (Synkopezeit), ungefähr von 500 bis 700[4]

## Dialekte
Die urnordischen Runeninschriften zeigen nur wenige Dialektunterschiede. Ein möglicher Grund dafür ist, dass die Schreiber viele festgelegte Formeln benutzten. Ein anderer Grund kann sein, dass es eine starke Schreibtradition gab, die Dialektunterschiede überdeckte.  Als wenig wahrscheinlich gilt heute die früher oft vertretene Ansicht, dass das Urnordische noch keine dialektalen Unterschiede kannte, sondern sehr homogen war.

## Übergang zum Altnordischen / Synkopezeit

### Synkope
Die Schwächung unbetonter Silben (Synkope) ist die wichtigste und auffälligste Veränderung des jüngeren Urnordisch. Infolgedessen sind kurze, unbetonte Vokale im Wortinneren und oft auch in Endsilben verschwunden. Nach dieser Entwicklung gab es nur noch Vokale, die entweder lang oder betont waren, außerdem wurden viele lange Vokale verkürzt. Insgesamt wurden infolge der Synkopa viele urnordische Wörter deutlich kürzer. So wurde der (männliche) Vorname HaþuwulfaR im Altnordischen zu Hálfr.

### Umlaut
Neben der Synkope war ein mehrfacher Umlaut die wichtigste Veränderung in dieser Zeit. Neben dem bekanntesten i-Umlaut, gibt es im jüngeren Urnordisch auch den a-Umlaut und den u-Umlaut. Sie alle führten zur Entstehung neuer Vokale. Der Umlaut muss vor der Synkope geschehen sein, weil er die später weggefallenen Vokale in der unbetonten Folgesilbe voraussetzt. Beispiele für den Umlaut sind:
- I-Umlaut: Das rekonstruierte urnordische Wort *dômian („urteilen“) wurde im Altwestnordischen zu dœma. Aus dem langen o wurde also ein ö-Laut, der im Altwestnordischen œ geschrieben wird. Der Grund für diese Veränderung ist der i-Umlaut, also der Einfluss des i, das später als Folge der Synkope wegfiel.
- U-Umlaut: Das urnordische Wort *maguR („Junge“) erscheint im Altwestnordischen als mǫgr. Hier wurde das a ein o-artiger Laut, der im Altwestnordischen ǫ geschrieben wird. Diese Veränderung geschah wegen des u-Umlauts, also unter Einfluss des u, der als Folge der Synkope wegfiel.
- A-Umlaut: Das urnordische Wort *wira- („Mann“) erscheint im Altwestnordischen als verr. Hier wurde das i zu einem e unter Einfluss des a in der folgenden Silbe (a-Umlaut).[5]

### Brechung
Eine Sprachveränderung, die ebenfalls in der Synkopezeit stattfand, war die Brechung einiger Vokale. Die Brechung ist eine Form der Diphthongierung. Das e wandelte sich unter bestimmten Bedingungen in ein ja oder in ein jo/jǫ.
Bei der Brechung sieht man bereits Unterschiede zwischen den einzelnen urnordischen Dialekten und dementsprechend auch zwischen den späteren nordgermanischen Sprachen (Schwedisch, Dänisch, Norwegisch (Isländisch, Färöisch)).
Beispiel:
- Das urnordische Wort *eka („ich“) wurde zu jak im Altostnordischen und ek im Altwestnordischen. In beiden Fällen verschwand das a als Folge der Synkope. Die gebrochene östliche Form, jak, ist der Vorläufer des schwedischen jag und des dänischen jeg. Die ungebrochene westliche Form entwickelte sich weiter zu norwegisch (Nynorsk) und färöisch eg sowie isländische ég.[5]

### Folgen
Die Lautveränderungen in der Synkopezeit führten dazu, dass die Flexion (Beugung) einiger Wörter komplizierter wurde. Mehrere Vokale in den Endungen führten in der Nominalflexion zu unterschiedlichen Vokalen im Stamm einiger Wörter.
Das folgende Beispiel zeigt, wie die Formen des urnordischen Wortes *wantuR („Handschuh“) durch i-Umlaut und u-Umlaut verändert werden. Das altwestnordische Wort vǫttr bekam auf diese Weise eine komplizierte Flexion, mit Wechsel von a, e und ǫ in der Stammsilbe.
| Kasus und Numerus | Urnordisch  | Altwestnordisch |
| ----------------- | ----------- | --------------- |
| Nom. Sg.          | *wantuR     | vǫttr           |
| Akk. Sg.          | *wantu      | vǫtt            |
| Dat. Sg.          | *wantiu     | vetti           |
| Gen. Sg.          | *wantôR     | vattar          |
| Nom. Pl.          | *wantiuR    | vettir          |
| Akk. Pl.          | *wantunR    | vǫttu           |
| Dat. Pl.          | *wantum(i)R | vǫttum          |
| Gen. Pl.          | *wantô      | vatta           |

## Sprachbeispiele

### Goldhorn von Gallehus (Dänemark 5. Jahrhundert)
| Urnordisch                            |  | Deutsch                                                             |
| ------------------------------------- |  | ------------------------------------------------------------------- |
| ek hlewagastiR holtijaR horna tawido. |  | Ich, Leugast, Sohn des Holt // der Holte (?), machte (dieses) Horn. |

### Brakteat von Tjurkö (Schweden 5. Jahrhundert)
| Urnordisch                                     |  | Deutsch                                                                |
| ---------------------------------------------- |  | ---------------------------------------------------------------------- |
| wurte runoR an walhakurne. HeldaR kunimu(n)diu |  | Ich fertigte die Runen auf „fremdem Korn“ (= Gold). Held für Kunimund. |

### Runenstein von Kjølevik (Norwegen 1. Hälfte 5. Jahrhundert)
| Urnordisch                                         |  | Deutsch                                                           |
| -------------------------------------------------- |  | ----------------------------------------------------------------- |
| hadulaikaR. Ek hagusta(l)daR hlaaiwido magu minimo |  | Hadulaik (liegt hier begraben). Ich Hagustald begrub meinen Sohn. |

### Amulett von Lindholmen (6. Jahrhundert)
| Urnordisch                    |  | Deutsch                                       |
| ----------------------------- |  | --------------------------------------------- |
| ek erilaR sawilagaR ha(i)teka |  | Ich, der Runenmeister, der Schlaue heiße ich. |

### Runenstein von Björketorp (8. Jahrhundert)
| Urnordisch                                                                                                 |  | Deutsch |
| --- |  | --- |
| uþarabaspa. sar þat barutR uti aR weladaude. HaeramalausR gunarunaR arageu falahak haderag, haidRuno ronu. |  | Unglücksprophezeiung! (Demjenigen), der dies bricht, ist tückischer Tod bevorstehend. Ohne Schaden habe ich die Großrunen der Hexerei eingegraben, (wie auch) die Reihe der Ehrenrunen. |